# 964 Subamara
Subamara (asteroide 964) é um asteroide da cintura principal, a 2,6921746 UA. Possui uma excentricidade de 0,1175605 e um período orbital de 1 946,33 dias (5,33 anos).
Subamara tem uma velocidade orbital média de 17,05232559 km/s e uma inclinação de 9,05961º.
Esse asteroide foi descoberto em 27 de Outubro de 1921 por Johann Palisa.